# Les' Copaque Production
Les' Copaque Production (LCP) thành lập vào tháng 12 năm 2005 để đi đầu trong ngành hoạt hình của Malaysia và tạo cơ hội cho sinh viên tốt nghiệp tại địa phương thể hiện tài năng của mình. Nizam Razak đã làm việc tại đây từ khi tốt nghiệp đại học đến tháng 2 năm 2009. Sau khi rời đi, Nizam đã sáng lập ra Animonsta Studios..
Les' Copaque chuyên sản xuất các phim hoạt hinh 3D có sức hấp dẫn toàn cầu. Đặc biệt phim bộ Upin & Ipin luôn đúng với những câu chuyện giáo dục vui nhộn của nó được nuôi dưỡng bằng các giá trị đạo đức và có tính hài hước và hành động, làm cho bộ phim trở thành một bộ truyện mà cả gia đình có thể cùng thưởng thức.

## Các bộ phim

### Đã có
- Geng: Cuộc phiêu lưu bắt đầu
- Upin & Ipin
- Upin & Ipin: Jeng Jeng Jeng

### Sắp có
- Upin & Ipin: The Movie (2017)